# Diego Cabrera
Diego Aroldo Cabrera Flores (Santa Cruz de la Sierra, 13 agosto 1982) è un ex calciatore boliviano, di ruolo attaccante.

## Palmarès

### Club

#### Competizioni nazionali
- Campionato boliviano: 4

The Strongest: 2003, 2004
Bolivar: 2005
Univ. de Sucre: Clausura 2014
- Campionato colombiano: 2

Ind. Medellin: 2009
Santa Fe: 2012